# Neo-ludismo
Neo-ludismo, também grafado neoludismo e chamado de novo ludismo, é um neologismo surgido em 1990 que designa um movimento activista e corrente filosófica que se opõe às muitas formas de tecnologias, baseando-se na preocupação com o impacto negativo da tecnologia empregada para a exploração desenfreada do capital. O nome é baseado no legado histórico dos ludistas ingleses, entre 1811 e 1817.
Enquanto os ludistas ingleses estavam preocupados com as implicações econômicas da melhoria da tecnologia em relação à industrialização; os neo-ludistas atuais tendem a ter uma desconfiança mais ampla da holística do avanço tecnológico. Cabe destacar que enquanto o termo "ludita" ou "ludista clássico" é geralmente pejorativo e aplicado às pessoas que demonstram tendencias tecnofobicas, os neo-ludistas costumam ser enxergados como aqueles que resistem as tecnologias predatórias ou deletérias do estágio do capitalismo informacional. O neo-ludismo fundamenta-se na preocupação com o impacto tecnológico sobre as pessoas, suas comunidades e/ou o meio ambiente. O neo-ludismo defende o uso do princípio da precaução para todas as novas tecnologias, defendendo que elas sejam comprovadamente seguras antes de sua adoção, devido aos efeitos desconhecidos que essas tecnologias podem causar.
Uma das características marcantes do movimento é que o neo-ludismo não possui uma liderança ou figura de proa. São grupos não afiliados que resistem ao avanço predatório das tecnologias modernas. Os neo-ludistas são caracterizados por praticar algumas ou mais dessas práticas:
- abandonar passivamente o uso de tecnologias.
- prejudicar aqueles que produzem tecnologia prejudicial ao meio ambiente.
- defender uma vida simples ou sabotar a tecnologia.

O movimento neo-ludita moderno tem conexões com o movimento antiglobalização, anarco-primitivismo, ambientalismo radical e ecologia profunda.

## Filosofia
O neo-ludismo pede para desacelerar ou parar o desenvolvimento de novas tecnologias. O neo-ludismo prescreve um estilo de vida que abandona tecnologias específicas, devido a sua crença de que esta é a melhor perspectiva para o futuro. Como Robin e Webster colocam, “um retorno à natureza e ao que é imaginado como comunidades mais naturais”. No lugar do capitalismo industrial, o neo-ludismo prescreve comunidades agrícolas de pequena escala, como as dos Amish e do movimento Chipko no Nepal e na Índia como modelo para o futuro.
O neo-ludismo nega a capacidade de qualquer nova tecnologia de resolver problemas atuais, tais como a degradação ambiental⁣⁣, a ⁣⁣guerra nuclear⁣⁣ e as ⁣⁣armas biológicas⁣⁣, sem criar mais problemas potencialmente perigosos.
Em 1990, tentando fundar um movimento unificado e resgatar o termo ludita, Chellis Glendinning publicou seu “Notes toward a Neo-Luddite manifesto”. Neste artigo, Glendinning descreve os neo-luditas como "cidadãos do século XX — ativistas, trabalhadores, vizinhos, críticos sociais e acadêmicos — que questionam a visão de mundo moderna predominante, que prega que a tecnologia desenfreada representa progresso". Glendinning expressa uma oposição às tecnologias que ela considera destrutivas para comunidades ou são materialistas e racionalistas. Ela propõe que a tecnologia encoraja preconceitos e, portanto, deve questionar se as tecnologias foram criadas para interesses específicos, para perpetuar seus valores específicos, incluindo eficiência de curto prazo, facilidade de produção e marketing, bem como lucro. Glendinning também diz que aspectos secundários da tecnologia, incluindo implicações sociais, econômicas e ecológicas, e não benefícios pessoais, precisam ser considerados antes da adoção da tecnologia no sistema tecnológico.

### Visão de um futuro sem intervenções
O neo-ludismo frequentemente estabelece previsões severas sobre o efeito de novas tecnologias. Embora não haja uma visão coesa das ramificações da tecnologia, o neo-ludismo prevê que um futuro sem reforma tecnológica tem consequências terríveis. Os neo-luditas acreditam que as tecnologias atuais são uma ameaça à humanidade e ao mundo natural em geral, e que um futuro colapso social é possível ou mesmo provável.
Essas previsões incluem mudanças no lugar da humanidade no futuro devido à substituição de humanos por computadores, decadência genética de humanos devido à falta de seleção natural, engenharia biológica de humanos, uso indevido de poder tecnológico, incluindo desastres causados por organismos geneticamente modificados, guerra nuclear e armas biológicas; controle da humanidade usando vigilância, propaganda, controle farmacológico e controle psicológico; a humanidade falhando em se adaptar ao futuro, manifestando-se como um aumento de distúrbios psicológicos, aumento da desigualdade econômica e política, alienação social generalizada, perda de comunidade e desemprego em massa; tecnologia causando degradação ambiental devido à miopia, superpopulação.

### Tipos de intervenções
Em 1990, tentando resgatar o termo ludita e fundar um movimento unificado, Glendinning publicou seu "Notas para um manifesto neo-ludita". Neste artigo, Glendinning propõe destruir as seguintes tecnologias: tecnologias eletromagnéticas (isso inclui comunicações, computadores, aparelhos e refrigeração), tecnologias químicas (isso inclui materiais sintéticos e medicina), tecnologias nucleares (isso inclui armas e energia, bem como tratamento de câncer, esterilização e detecção de fumaça), engenharia genética (isso inclui plantações, bem como produção de insulina). Ela argumenta a favor da “busca por novas formas tecnológicas” que sejam locais em escala e promovam liberdade social e política.